# Ace of Spades (album Motörhead)
| Recensione                    | Giudizio |
| ----------------------------- | -------- |
| AllMusic                      | [ 2 ]    |
| The Rolling Stone Album Guide | [ 3 ]    |
| Robert Christgau              | B        |
| Q                             | [ 5 ]    |
| Sounds                        | [ 6 ]    |
| Spin Alternative Record Guide | 8/10     |
| Spin                          | 10/10    |
| Encyclopedia of Popular Music | [ 9 ]    |
| Encyclopaedia Metallum        | 82/100   |
| Piero Scaruffi                | 6/10     |

Ace of Spades è il quarto album in studio del gruppo musicale britannico Motörhead, pubblicato l'8 novembre 1980 dalla Bronze Records.
È considerato da molti uno dei migliori album in studio della band inglese. Il disco ha raggiunto la quarta posizione nelle classifiche britanniche degli album più venduti. Sulla copertina dell'album appare, per la prima volta, una foto dei Motörhead.

## Il disco

### Antefatti
Nel 1979 i Motörhead avevano pubblicato due album di successo, Overkill e Bomber, e si erano guadagnati una solida base di appassionati che li seguiva nei concerti e durante le apparizioni televisive. Il loro feroce, chiassoso proto-thrash faceva presa sia sui punk sia sui metallari, ma nel 1979 la rivista Sounds, nella persona del giornalista Geoff Barton, coniò il termine  "New Wave of British Heavy Metal" (NWOBHM) per classificare una nuova generazione di band dal suono innovativo come Iron Maiden, Def Leppard e Saxon. I Motörhead — una band che si risentiva di essere etichettata come qualcosa di diverso dal rock 'n' roll - fu inserita in questo nuovo movimento, che avrebbe continuato a influenzare l'emergente stile thrash metal che avrebbe incluso gruppi come Metallica e Megadeth. Nel 2011, nel libro Overkill: The Untold Story of Motörhead, Joel McIver riportò una citazione del bassista Lemmy: 
Indipendentemente da ciò, l'associazione con il movimento NWOBHM si sarebbe rivelato un fattore favorevole nell'accrescersi della fama della band e del loro momento commercialmente più fortunato. Infatti, la United Artists decise finalmente di ristampare il primo "perduto" album del gruppo con il titolo On Parole, che era stato originariamente registrato nel 1976 ma scartato in quanto ritenuto senza potenziale commerciale dalla casa discografica. In seguito, la Big Beat, etichetta che aveva rilevato il catalogo della Chiswick, pubblicò l'EP Beer Drinkers and Hell Raisers, mettendo insieme quattro tracce extra che la band aveva inciso per l'album di debutto. Ulteriore prova evidente del nascente successo mainstream dei Motörhead, fu l'uscita dell'EP dal vivo The Golden Years nel maggio 1980 su etichetta Bronze Records, che si rivelò il loro disco di maggior successo fino a quel punto, raggiungendo la posizione numero 8 in classifica.

### Registrazione
I Motörhead registrarono Ace of Spades con Vic Maile ai Jackson's Studios di Rickmansworth in agosto e settembre 1980. Maile, che aveva lavorato in precedenza con Jimi Hendrix, Led Zeppelin, e The Who, aveva conosciuto Lemmy quando quest'ultimo faceva parte degli Hawkwind. I membri del gruppo lo avevano affettuosamente soprannominato "tartaruga" (per la sua somiglianza con tale animale), ma la sua capacità di rendere in studio la ferocia live della band fu cruciale nel successo del disco. Sempre calmo e rilassato, Maille era la persona adatta per lavorare con il trio, noto per la rissosità e la difficile gestione. Nel documentario The Guts and the Glory, il batterista Phil "Philthy Animal" Taylor ricorda:
Nel 2015, Clarke disse a John Robinson di Uncut:
Se la band aveva sempre avuto voce in capitolo nelle operazioni di missaggio dei precedenti lavori, qui la responsabilità fu del solo Maile, Clarke spiegò che il risultato ottenuto era che "finalmente si riusciva a sentire ogni strumento e cosa succedeva". Infine, Lemmy disse: «Vic era un grande, riuscì a farmi cantare invece che urlare tutto il tempo».

### Descrizione
L'album inizia con l'omonima traccia Ace of Spades, canzone da molti considerata leggendaria per la storia della musica heavy metal e tra le più belle mai prodotte dai Motörhead. A seguire Love Me like a Reptile e Shoot You in the Back dove il frontman esprime in una sola canzone tutta la sua passione per i film western. La quarta traccia, Live to Win esprime al meglio l'appena nata corrente NWOBHM con lunghissimi riff di chitarra.
I successivi brani sono Fast and Loose e (We Are) The Road Crew, altro classico del gruppo, con una buona performance di Lemmy al basso.
A seguire troviamo due canzoni che, negli anni, hanno ottenuto buoni consensi di critica e pubblico: Fire, Fire e Jailbait.
Le due tracce finali (presenti nella riedizione del disco) sono cantate con le Girlschool e contenute nell'EP St. Valentine's Day Massacre EP.
La traccia (We Are) The Road Crew è stata reinterpretata dalla thrash metal band tedesca Destruction ed è stata inclusa nel loro album del 2005 Inventor of Evil.

### Copertina
Come la canzone Shoot You in the Back, anche la copertina di Ace of Spades si ispira alle atmosfere del selvaggio west. Originariamente l'idea era stata quella di una foto seppiata dei membri della band vestiti da pistoleri seduti a un tavolo che giocavano a poker, ma non piacque ai ragazzi. Lemmy e soci decisero invece di apparire vestiti da cowboy nel deserto. La foto in stile "deserto dell'Arizona" fu scattata presso una cava a Barnet nei dintorni di Londra. I costumi da pistoleri fuorilegge dei membri del gruppo si basarono su diversi tipi di personaggi di film western. Eddie era vestito alla Clint Eastwood nella "Trilogia del dollaro" di Sergio Leone; Phil come Marlon Brando ne I due volti della vendetta; Lemmy sul genere di Bret Maverick nella serie tv Maverick. Contrariamente alla credenza popolare, il cielo sullo sfondo non è reale ma modificato con l'aerografo per aggiungere le nuvole.

## Pubblicazione
I Motörhead apparvero a Top of the Pops due volte in ottobre per promuovere il singolo Ace of Spades, e l'8 novembre, giorno ufficiale della pubblicazione dell'album, furono ospiti del programma per bambini Tiswas sul canale ITV. La band intraprese un tour in Gran Bretagna dal 22 ottobre al 2 dicembre, insieme a Girlschool e Vardis come gruppi di supporto. Dopo la data di Belfast del 2 dicembre, Taylor si infortunò seriamente al collo interrompendo così ogni attività della band. Gli altri membri del gruppo colsero l'opportunità per collaborare con le Girlschool all'EP St. Valentine's Day Massacre. L'album Ace of Spades raggiunse la quarta posizione in classifica nel Regno Unito. Il disco venne certificato disco d'oro in Gran Bretagna nel marzo 1981. Il singolo della title track, pubblicato il 27 ottobre, raggiunse la quindicesima posizione nella UK Singles Chart ai primi di novembre.

## Tracce

### Versione internazionale
Lato A
Testi e musiche di Lemmy Kilmister, Phil Taylor e Eddie Clarke tranne dove indicato.
1. Ace of Spades – 2:48
2. Love Me like a Reptile – 3:23
3. Shoot You in the Back – 2:39
4. Live to Win – 3:37
5. Fast and Loose – 3:23
6. (We Are) The Road Crew – 3:13

Lato B
1. Fire, Fire – 2:44
2. Jailbait – 3:33
3. Dance – 2:38
4. Bite the Bullet – 1:38
5. The Chase Is Better than the Catch – 4:18
6. The Hammer – 2:48

Castle Communications 1996 ristampa CD con bonus tracks
1. Dirty Love – 2:57 – B-side del singolo Ace of Spades
2. Please Don't Touch – 2:49 (Johnny Kidd, Guy Robinson) – St. Valentine's Day Massacre EP
3. Emergency – 3:00 (Kim McAuliffe, Enid Williams, Kelly Johnson, Denise Dufort) – St. Valentine's Day Massacre EP

### Versione US
Lato A
1. The Chase Is Better than the Catch – 4:15
2. Love Me like a Reptile – 3:21
3. Shoot You in the Back – 2:37
4. Live to Win – 3:34
5. Fast and Loose – 3:22
6. (We Are) The Road Crew – 3:10

Lato B
1. Ace of Spades – 2:46
2. Fire Fire – 2:42
3. Jailbait – 3:31
4. Dance – 2:36
5. Bite the Bullet – 1:38
6. The Hammer – 2:45

### Sanctuary Records 2005 2CD deluxe edition
CD 1
Testi e musiche di Lemmy Kilmister, Phil Taylor e Eddie Clarke tranne dove indicato.
1. Ace of Spades – 2:48
2. Love Me like a Reptile – 3:23
3. Shoot You in the Back – 2:39
4. Live to Win – 3:37
5. Fast and Loose – 3:23
6. (We Are) The Road Crew – 3:13
7. Fire, Fire – 2:44
8. Jailbait – 3:33
9. Dance – 2:38
10. Bite the Bullet – 1:38
11. The Chase Is Better than the Catch – 4:18
12. The Hammer – 2:48

CD 2
Testi e musiche di Kilmister, Clarke, Taylor.
1. Dirty Love – 2:55 – B-side del singolo Ace of Spades
2. Ace of Spades (Rare) (Demo) – 3:03 – Dirty Love CD
3. Love Me like a Reptile (Demo) – 4:16 – Dirty Love CD
4. Love Me like a Reptile (Alternative Version) – 3:31 – Stone Dead Forever CD
5. Shoot You in the Back (Demo) – 3:11 – Dirty Love CD
6. Fast and Loose (Demo) – 3:06 – Dirty Love CD
7. (We Are) The Road Crew (Demo) – 3:24 – Dirty Love CD
8. Fire, Fire (Alternative Version) – 2:41 – Stone Dead Forever CD
9. Jailbait (Alternative Version) – 3:33 – Stone Dead Forever CD
10. The Hammer (Alternative Version) – 3:11 – Stone Dead Forever CD
11. Dirty Love (Outtake) – 1:02 – Dirty Love CD
12. Dirty Love (Demo) – 3:51 – Dirty Love CD
13. Fast and Loose (Live - BBC Radio 1 Dave Jensen Show, Maida Vale 4 Studio, London, 1 October 1981) – 4:18
14. Live to Win (Live - BBC Radio 1 Dave Jensen Show, Maida Vale 4 Studio, London, 1 October 1981) – 3:33
15. Bite the Bullet / The Chase Is Better than the Catch (Live - BBC Radio 1 Dave Jensen Show, Maida Vale 4 Studio, London, 1 October 1981) – 6:05

## Formazione
- Lemmy Kilmister - voce, basso
- "Fast" Eddie Clarke - chitarra
- Phil "Philty Animal" Taylor - batteria